# Besset
Pour les articles homonymes, voir Besset (homonymie).
Besset (Becet en occitan languedocien) est une commune française, située dans le département de l'Ariège en région Occitanie.
Localisée dans le nord-est du département, la commune fait partie, sur le plan historique et culturel, du pays d'Olmes, haut lieu de la tragédie cathare alliant des paysages d'une extrême diversité. Exposée à un climat océanique altéré, elle est drainée par l'Hers-Vif, le ruisseau de Coume longue et par divers autres petits cours d'eau. La commune possède un patrimoine naturel remarquable : un site Natura 2000 (« Garonne, Ariège, Hers, Salat, Pique et Neste ») et quatre zones naturelles d'intérêt écologique, faunistique et floristique.
Besset est une commune rurale qui compte 165 habitants en 2022, après avoir connu une forte hausse de la population depuis 1975. Ses habitants sont appelés les Bessetois ou Bessetoises.

## Géographie

### Localisation
1. Carte dynamique
2. Carte Openstreetmap
3. Carte topographique
4. Carte avec les communes environnantes

La commune de Besset se trouve dans le département de l'Ariège, en région Occitanie.
Elle se situe à 22 km à vol d'oiseau de Foix, préfecture du département, à 19 km de Pamiers, sous-préfecture, et à 3 km de Mirepoix, bureau centralisateur du canton de Mirepoix dont dépend la commune depuis 2015 pour les élections départementales.
La commune fait en outre partie du bassin de vie de Mirepoix.
Les communes les plus proches sont :
Coutens (1,1 km), Manses (3,2 km), Mirepoix (3,2 km), Tourtrol (3,3 km), Viviès (4,7 km), La Bastide-de-Bousignac (4,8 km), Saint-Julien-de-Gras-Capou (4,8 km), Teilhet (4,9 km).
Sur le plan historique et culturel, Besset fait partie du pays d'Olmes, haut lieu de la tragédie cathare alliant des paysages d'une extrême diversité.
Les communes limitrophes sont  Coutens, Dun, La Bastide-de-Bousignac et Mirepoix.
|         | Mirepoix |                         |
| Coutens | Besset   |                         |
| Dun     |          | La Bastide-de-Bousignac |

### Géologie et relief
La commune est située dans le Bassin aquitain, le deuxième plus grand bassin sédimentaire de la France après le Bassin parisien, certaines parties étant recouvertes par des formations superficielles. Les terrains affleurants sur le territoire communal sont constitués de roches sédimentaires datant du Cénozoïque, l'ère géologique la plus récente sur l'échelle des temps géologiques, débutant il y a 66 millions d'années. La structure détaillée des couches affleurantes est décrite dans la feuille « no 1058 - Mirepoix » de la carte géologique harmonisée au 1/50 000ème du département de l'Ariège, et sa notice associée.
La superficie cadastrale de la commune publiée par l’Insee, qui sert de références dans toutes les statistiques, est de 8,13 km2,. La superficie géographique, issue de la BD Topo, composante du Référentiel à grande échelle produit par l'IGN, est quant à elle de 8,2 km2.Son relief est relativement accidenté puisque la dénivelée maximale atteint 201 mètres. L'altitude du territoire varie entre 279 m et 480 m.

### Hydrographie

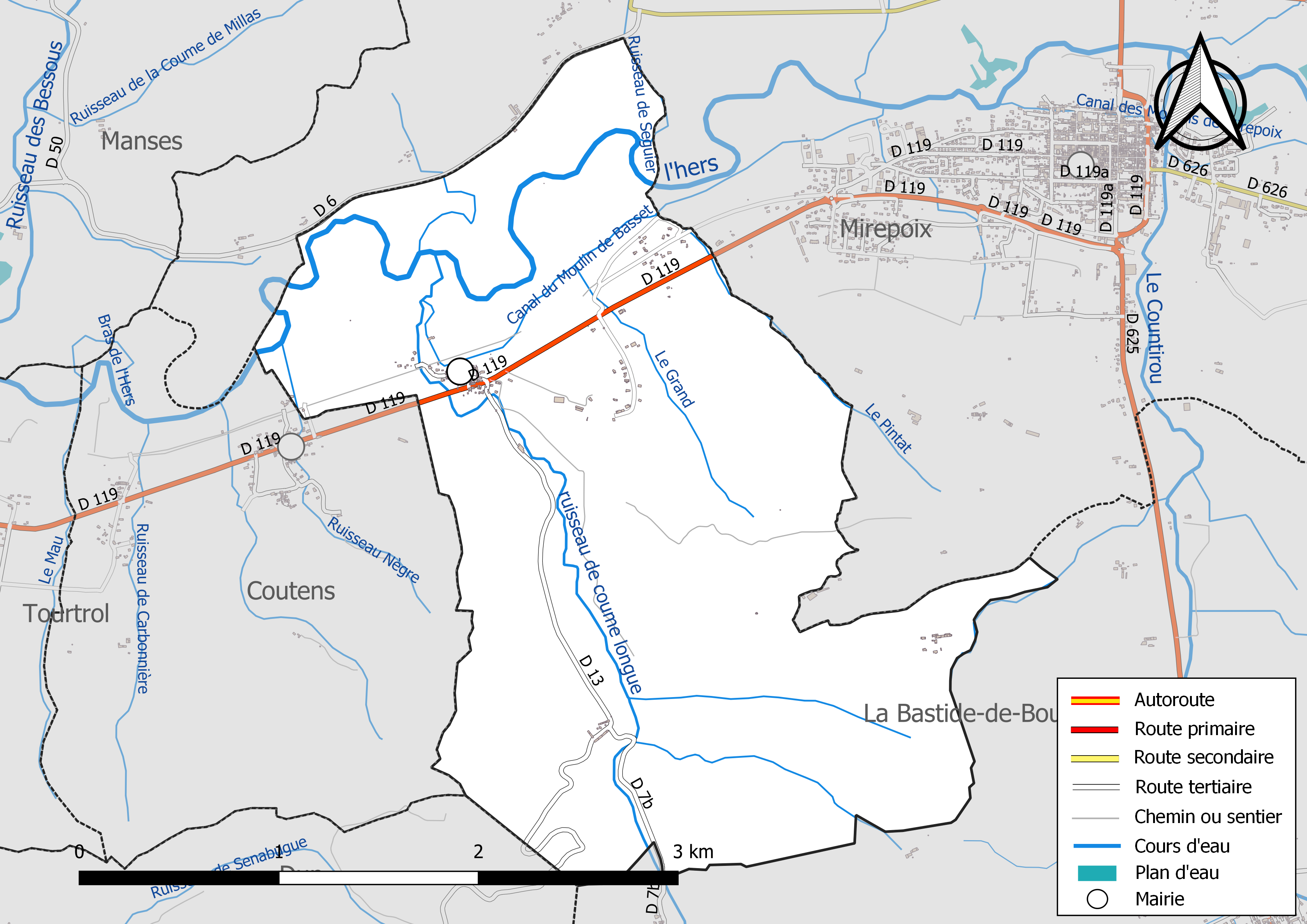
Réseaux hydrographique et routier de Besset.

La commune est dans le bassin versant de la Garonne, au sein du bassin hydrographique Adour-Garonne. Elle est drainée par l'Hers-Vif, le ruisseau de Coume longue, le canal du Moulin de Basset, le Grand, le Pintat, le ruisseau de Seguier, le ruisseau Nègre et par divers petits cours d'eau, constituant un réseau hydrographique de 16 km de longueur totale,.
L'Hers-Vif, d'une longueur totale de 134,9 km, prend sa source dans la commune de Prades et s'écoule du sud vers le nord. Il traverse la commune et se jette dans l'Ariège à Cintegabelle, après avoir traversé 41 communes.

### Climat
Pour des articles plus généraux, voir Climat de l'Occitanie et Climat de l'Ariège.
En 2010, le climat de la commune est de type climat méditerranéen altéré, selon une étude s'appuyant sur une série de données couvrant la période 1971-2000. En 2020, Météo-France publie une typologie des climats de la France métropolitaine dans laquelle la commune est exposée à un climat de montagne et est dans la région climatique Pyrénées centrales, caractérisée par une pluviométrie annuelle de 1 000 à 1 200 mm.
Pour la période 1971-2000, la température annuelle moyenne est de 12,8 °C, avec une amplitude thermique annuelle de 15,9 °C. Le cumul annuel moyen de précipitations est de 806 mm, avec 10,2 jours de précipitations en janvier et 5,8 jours en juillet. Pour la période 1991-2020, la température moyenne annuelle observée sur la station météorologique la plus proche, située sur la commune de Léran à 12 km à vol d'oiseau, est de 12,5 °C et le cumul annuel moyen de précipitations est de 810,2 mm,. Pour l'avenir, les paramètres climatiques de la commune estimés pour 2050 selon différents scénarios d'émission de gaz à effet de serre sont consultables sur un site dédié publié par Météo-France en novembre 2022.

### Milieux naturels et biodiversité

#### Réseau Natura 2000

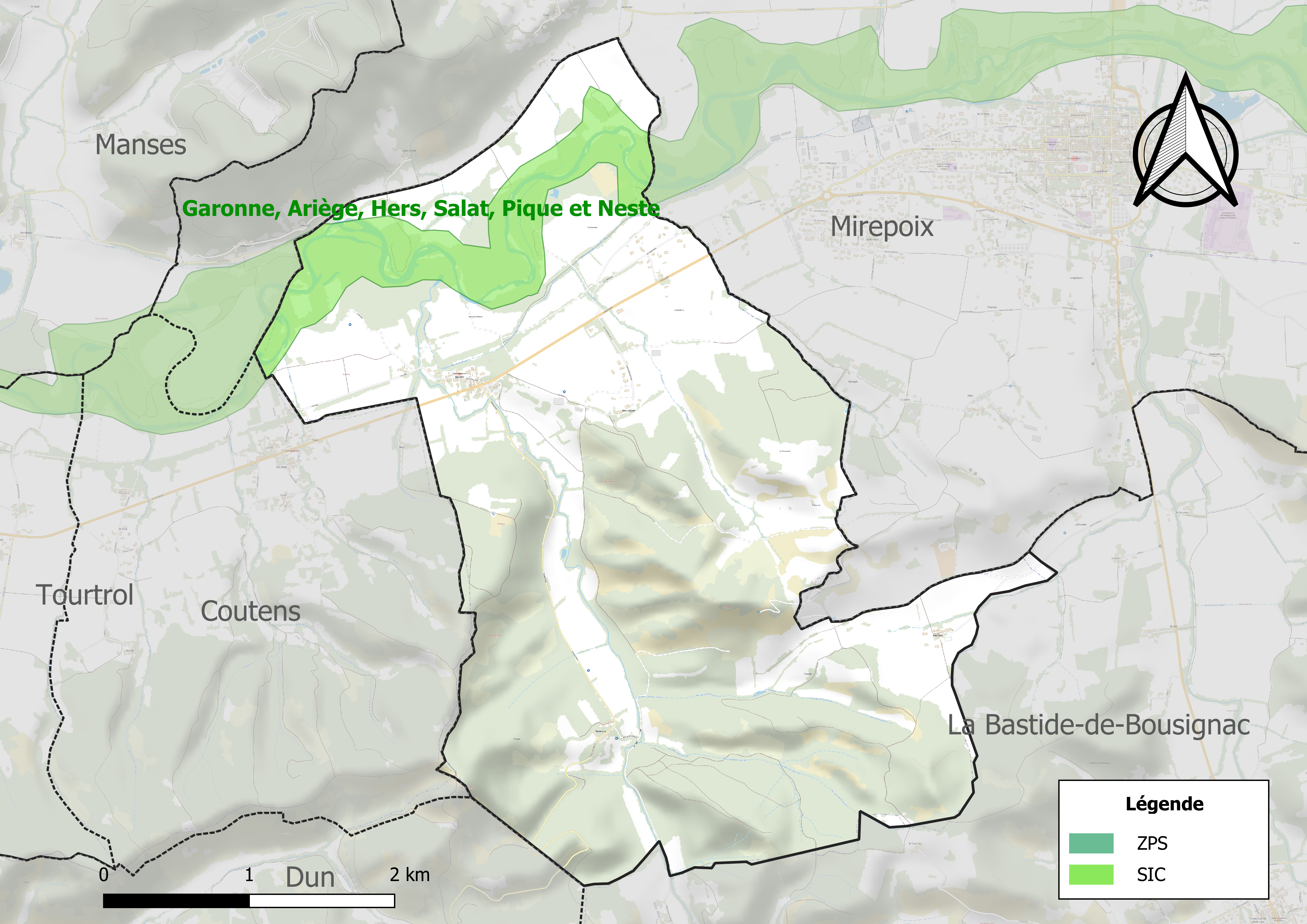
Site Natura 2000 sur le territoire communal.

Le réseau Natura 2000 est un réseau écologique européen de sites naturels d'intérêt écologique élaboré à partir des directives habitats et oiseaux, constitué de zones spéciales de conservation (ZSC) et de zones de protection spéciale (ZPS).
Un site Natura 2000 a été défini sur la commune au titre de la directive habitats : « Garonne, Ariège, Hers, Salat, Pique et Neste », d'une superficie de 9 581 ha, un réseau hydrographique pour les poissons migrateurs, avec des zones de frayères actives et potentielles importantes pour le Saumon en particulier qui fait l'objet d'alevinages réguliers et dont des adultes atteignent déjà Foix sur l'Ariège.

#### Zones naturelles d'intérêt écologique, faunistique et floristique
L’inventaire des zones naturelles d'intérêt écologique, faunistique et floristique (ZNIEFF) a pour objectif de réaliser une couverture des zones les plus intéressantes sur le plan écologique, essentiellement dans la perspective d’améliorer la connaissance du patrimoine naturel national et de fournir aux différents décideurs un outil d’aide à la prise en compte de l’environnement dans l’aménagement du territoire.
Deux ZNIEFF de type 1 sont recensées sur la commune :
les « coteaux secs, vallons et collines de l'ouest du bas pays d'Olmes » (6 664 ha), couvrant 19 communes du département, et
le « cours de l'Hers » (891 ha), couvrant 41 communes dont 32 dans l'Ariège, 7 dans l'Aude et 2 dans la Haute-Garonne
et deux ZNIEFF de type 2, :
- les « coteaux du Palassou » (26 749 ha), couvrant 48 communes dont 43 dans l'Ariège et 5 dans l'Aude[30] ;
- « l'Hers et ripisylves » (1 417 ha), couvrant 41 communes dont 32 dans l'Ariège, 7 dans l'Aude et 2 dans la Haute-Garonne[31].

Carte des ZNIEFF de type 1 et 2 à Besset.
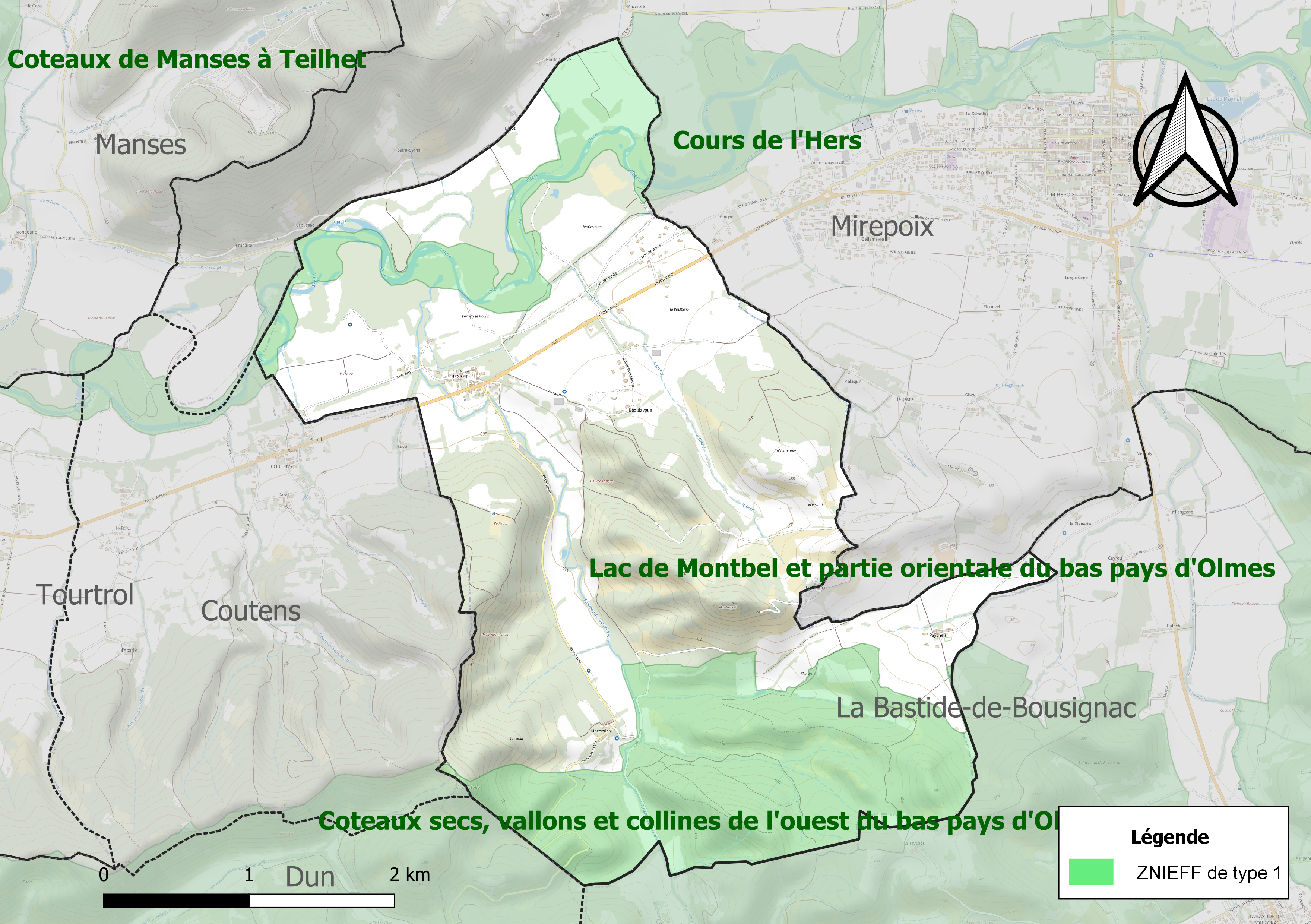
Carte des ZNIEFF de type 1 sur la commune.
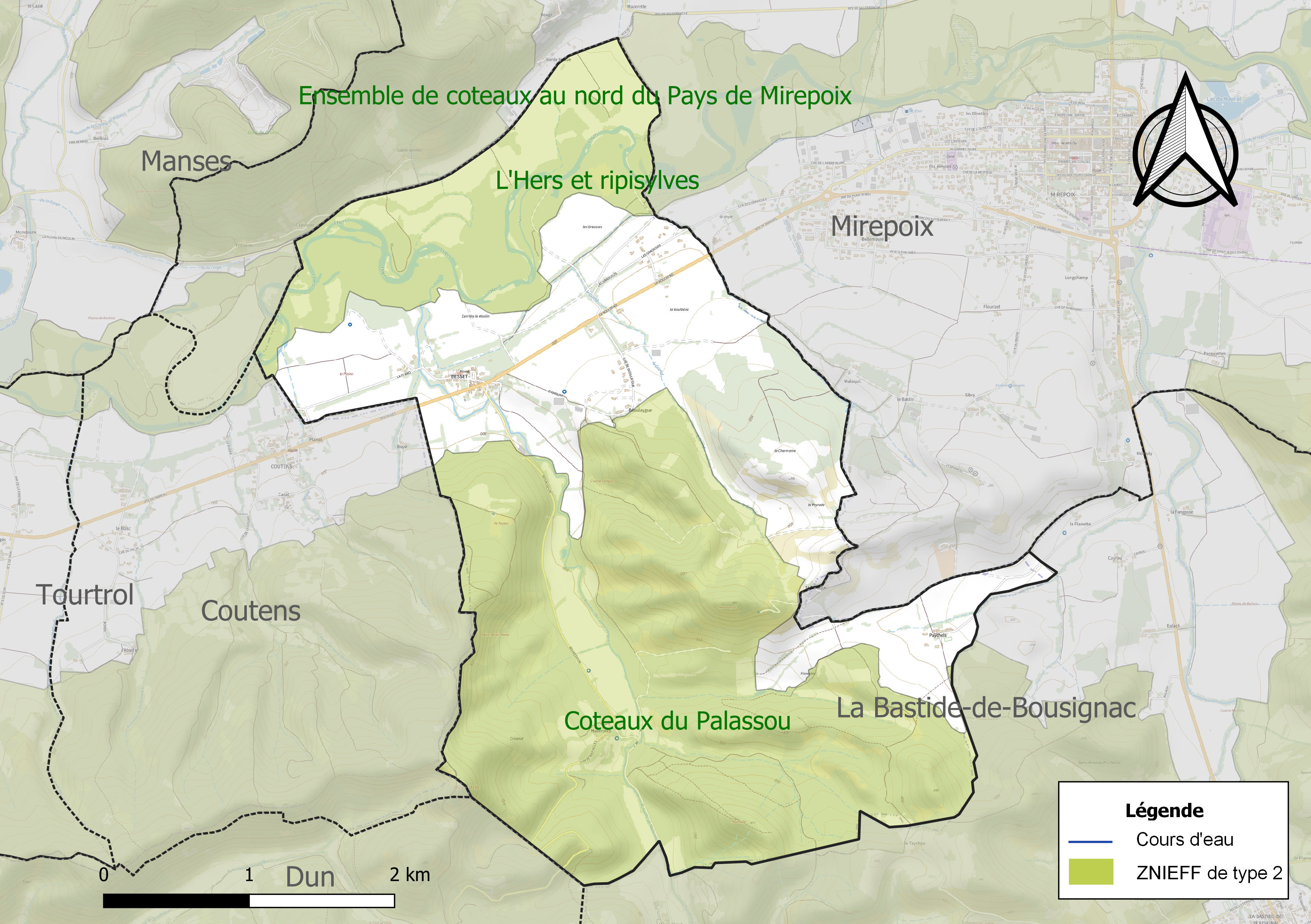
Carte des ZNIEFF de type 2 sur la commune.

## Urbanisme

### Typologie
Au 1er janvier 2024, Besset est catégorisée commune rurale à habitat dispersé, selon la nouvelle grille communale de densité à 7 niveaux définie par l'Insee en 2022.
Elle est située hors unité urbaine et hors attraction des villes,.

### Hameaux
Mazerolles, Fiancettes.

### Occupation des sols
L'occupation des sols de la commune, telle qu'elle ressort de la base de données européenne d’occupation biophysique des sols Corine Land Cover (CLC), est marquée par l'importance des territoires agricoles (52,7 % en 2018), en diminution par rapport à 1990 (54,8 %). La répartition détaillée en 2018 est la suivante :
forêts (47,3 %), zones agricoles hétérogènes (32,1 %), prairies (14,9 %), terres arables (5,6 %), milieux à végétation arbustive et/ou herbacée (0,1 %). L'évolution de l’occupation des sols de la commune et de ses infrastructures peut être observée sur les différentes représentations cartographiques du territoire : la carte de Cassini (XVIIIe siècle), la carte d'état-major (1820-1866) et les cartes ou photos aériennes de l'IGN pour la période actuelle (1950 à aujourd'hui).

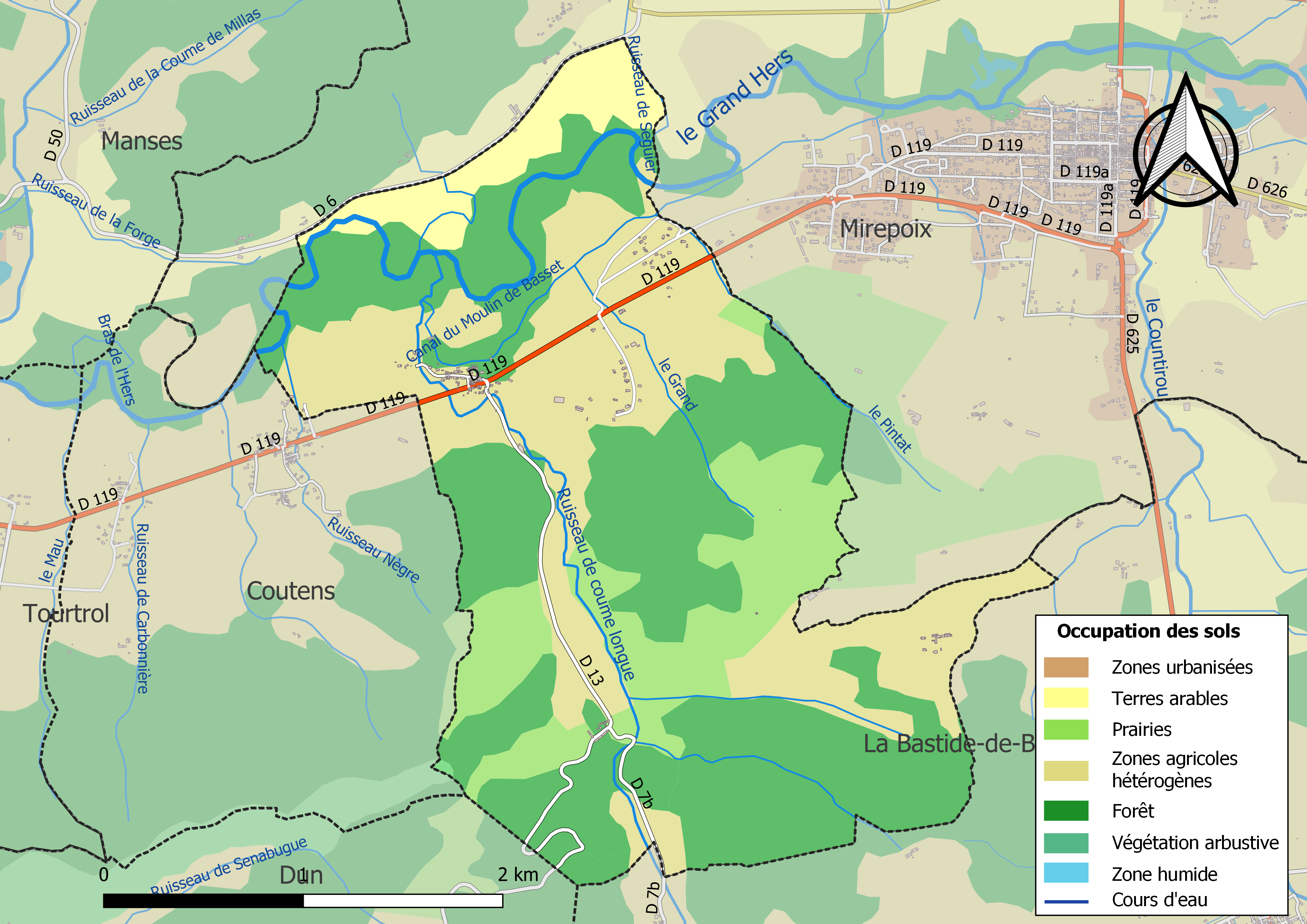
Carte des infrastructures et de l'occupation des sols de la commune en 2018 (CLC).

### Habitat et logement
En 2018, le nombre total de logements dans la commune était de 86, alors qu'il était de 85 en 2013 et de 76 en 2008.
Parmi ces logements, 82,1 % étaient des résidences principales, 11,5 % des résidences secondaires et 6,4 % des logements vacants. Ces logements étaient pour 96,4 % d'entre eux des maisons individuelles et pour 3,6 % des appartements.
Le tableau ci-dessous présente la typologie des logements à Besset en 2018 en comparaison avec celle de l'Ariège et de la France entière. Une caractéristique marquante du parc de logements est ainsi une proportion de résidences secondaires et logements occasionnels (11,5 %) inférieure à celle du département (24,6 %) mais supérieure à celle de la France entière (9,7 %). Concernant le statut d'occupation de ces logements, 90 % des habitants de la commune sont propriétaires de leur logement (81,7 % en 2013), contre 66,3 % pour l'Ariège et 57,5 % pour la France entière.
| Typologie                                               | Besset | Ariège | France entière |
| ------------------------------------------------------- | ------ | ------ | -------------- |
| Résidences principales (en %)                           | 82,1   | 65,7   | 82,1           |
| Résidences secondaires et logements occasionnels (en %) | 11,5   | 24,6   | 9,7            |
| Logements vacants (en %)                                | 6,4    | 9,7    | 8,2            |

### Risques majeurs
Le territoire de la commune de Besset est vulnérable à différents aléas naturels : inondations, climatiques (grand froid ou canicule), feux de forêts, mouvements de terrains et séisme (sismicité faible). Il est également exposé à deux risques technologiques, le transport de matières dangereuses et la rupture d'un barrage,.

#### Risques naturels

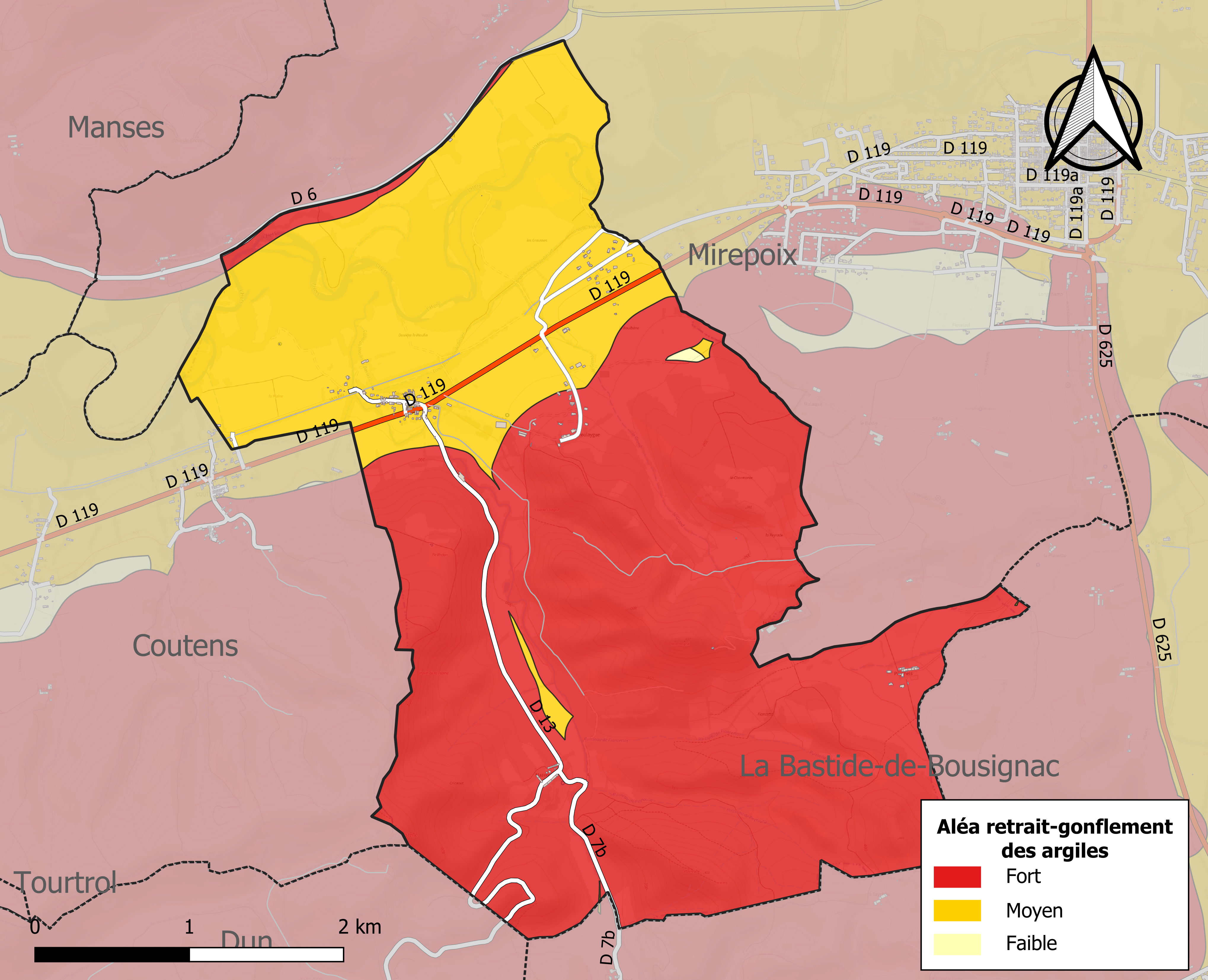
Zonage de l'aléa retrait-gonflement des argiles sur la commune de Besset.

Certaines parties du territoire communal sont susceptibles d’être affectées par le risque d’inondation par débordement, crue torrentielle d'un cours d'eau, ou ruissellement d'un versant.
Les mouvements de terrains susceptibles de se produire sur la commune sont soit des glissements de terrains soit des mouvements liés au retrait-gonflement des argiles. Près de 50 % de la superficie du département est concernée par l'aléa retrait-gonflement des argiles, dont la commune de Besset. L'inventaire national des cavités souterraines permet par ailleurs de localiser celles situées sur la commune.

#### Risques technologiques
Le risque de transport de matières dangereuses par une infrastructure routière ou ferroviaire ou par une canalisation de transport de gaz concerne la commune. Un accident se produisant sur une telle infrastructure est en effet susceptible d’avoir des effets graves au bâti ou aux personnes jusqu’à 350 m, selon la nature du matériau transporté. Des dispositions d’urbanisme peuvent être préconisées en conséquence.
Dans le département de l’Ariège on dénombre cinq grands barrages susceptibles d’occasionner des dégâts en cas de rupture. La commune fait partie des 80 communes susceptibles d’être touchées par l’onde de submersion consécutive à la rupture d’un de ces barrages.

## Politique et administration

### Découpage territorial
La commune de Besset est membre de la communauté de communes du Pays de Mirepoix, un établissement public de coopération intercommunale (EPCI) à fiscalité propre créé le 31 décembre 2013 dont le siège est à Mirepoix. Ce dernier est par ailleurs membre d'autres groupements intercommunaux.
Sur le plan administratif, elle est rattachée à l'arrondissement de Pamiers, au département de l'Ariège, en tant que circonscription administrative de l'État, et à la région Occitanie.
Sur le plan électoral, elle dépend du canton de Mirepoix pour l'élection des conseillers départementaux, depuis le redécoupage cantonal de 2014 entré en vigueur en 2015, et de la deuxième circonscription de l'Ariège  pour les élections législatives, depuis le redécoupage électoral de 1986.

### Liste des maires
| Période                                  | Période  | Identité         | Étiquette | Qualité     |
| ---------------------------------------- | -------- | ---------------- | --------- | ----------- |
| mars 2001                                | 2014     | Franco Arnaud    |           |             |
| mars 2014                                | mai 2020 | Philippe Alibert | SE        | Agriculteur |
| mai 2020                                 | En cours | Frédéric Valette |           |             |
| Les données manquantes sont à compléter. |          |                  |           |             |

## Démographie
| 1793 | 1800 | 1806 | 1821 | 1831 | 1836 | 1841 | 1846 | 1851 |
| ---- | ---- | ---- | ---- | ---- | ---- | ---- | ---- | ---- |
| 166  | 165  | 197  | 210  | 222  | 226  | 226  | 222  | 240  |

| 1856 | 1861 | 1866 | 1872 | 1876 | 1881 | 1886 | 1891 | 1896 |
| ---- | ---- | ---- | ---- | ---- | ---- | ---- | ---- | ---- |
| 214  | 214  | 203  | 205  | 203  | 217  | 202  | 217  | 211  |

| 1901 | 1906 | 1911 | 1921 | 1926 | 1931 | 1936 | 1946 | 1954 |
| ---- | ---- | ---- | ---- | ---- | ---- | ---- | ---- | ---- |
| 201  | 191  | 200  | 142  | 133  | 121  | 119  | 98   | 124  |

| 1962 | 1968 | 1975 | 1982 | 1990 | 1999 | 2004 | 2006 | 2009 |
| ---- | ---- | ---- | ---- | ---- | ---- | ---- | ---- | ---- |
| 112  | 88   | 98   | 114  | 123  | 119  | 135  | 141  | 146  |

| 2014 | 2019 | 2022 | - | - | - | - | - | - |
| ---- | ---- | ---- | - | - | - | - | - | - |
| 166  | 162  | 165  | - | - | - | - | - | - |

## Économie

### Revenus
En 2018, la commune compte 72 ménages fiscaux, regroupant 160 personnes. La médiane du revenu disponible par unité de consommation est de 21 060 € (19 820 € dans le département).

### Emploi
| Division       | 2008  | 2013   | 2018   |
| -------------- | ----- | ------ | ------ |
| Commune        | 3,1 % | 6,5 %  | 10,3 % |
| Département    | 8,9 % | 11,1 % | 11,2 % |
| France entière | 8,3 % | 10 %   | 10 %   |

En 2018, la population âgée de 15 à 64 ans s'élève à 98 personnes, parmi lesquelles on compte 77,3 % d'actifs (67 % ayant un emploi et 10,3 % de chômeurs) et 22,7 % d'inactifs,. En 2018, le taux de chômage communal (au sens du recensement) des 15-64 ans est inférieur à celui du département, mais supérieur à celui de la France, alors qu'en 2008 il était inférieur à celui de la France.
La commune est hors attraction des villes,. Elle compte 12 emplois en 2018, contre 13 en 2013 et 22 en 2008. Le nombre d'actifs ayant un emploi résidant dans la commune est de 67, soit un indicateur de concentration d'emploi de 17,9 % et un taux d'activité parmi les 15 ans ou plus de 58,8 %.
Sur ces 67 actifs de 15 ans ou plus ayant un emploi, 5 travaillent dans la commune, soit 8 % des habitants. Pour se rendre au travail, 91 % des habitants utilisent un véhicule personnel ou de fonction à quatre roues, 1,5 % les transports en commun, 4,5 % s'y rendent en deux-roues, à vélo ou à pied et 3 % n'ont pas besoin de transport (travail au domicile).

### Activités hors agriculture
17 établissements sont implantés à Besset au 31 décembre 2019.
Le secteur du commerce de gros et de détail, des transports, de l'hébergement et de la restauration est prépondérant sur la commune puisqu'il représente 29,4 % du nombre total d'établissements de la commune (5 sur les 17 entreprises implantées à Besset), contre 27,5 % au niveau départemental.

### Agriculture
|                                   | 1988 | 2000 | 2010 |
| --------------------------------- | ---- | ---- | ---- |
| Exploitations                     | 5    | 5    | 5    |
| Superficie agricole utilisée (ha) | 201  | 224  | nd   |

La commune fait partie de la petite région agricole dénommée « Coteaux de l'Ariège ». Cinq exploitations agricoles ayant leur siège dans la commune sont dénombrées lors du recensement agricole de 2010 (cinq en 1988).

## Culture locale et patrimoine

### Lieux et monuments

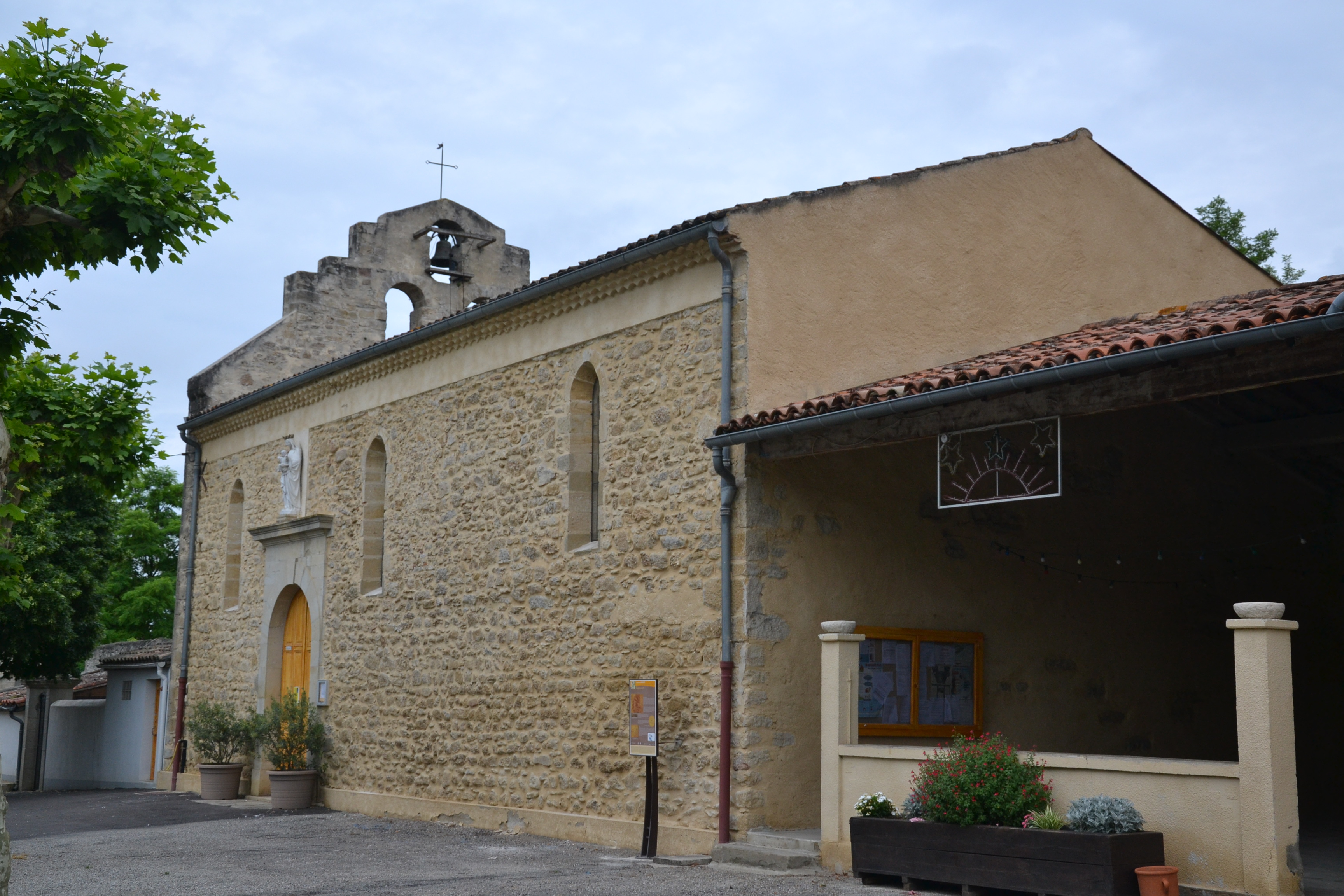
Église Notre-Dame-de-l'Assomption de Besset

L’église Notre-Dame-de-l'Assomption compte deux tableaux inscrits depuis 1999 à l’inventaire du patrimoine protégé au titre des Monuments Historiques. Ces deux objets mobiliers sont datés respectivement de 1664 pour la « Nativité » peinte par François Saissac, et de la fin du XVIe - début XVIIe siècles pour la « Mise au tombeau » d'un peintre inconnu.

### Héraldique
| Blason de la ville de Besset (Ariège) | Parti de sinople et de sable. |

## Pour approfondir